# Mikkel Rakneberg
Mikkel Rakneberg, né le 28 février 2002 à Rælingen en Norvège, est un footballeur norvégien qui évolue au poste d'arrière gauche au Kristiansund BK.

## Biographie

### Formation et débuts
Né à Rælingen en Norvège, Mikkel Rakneberg commence le football dans le club local du Løvenstad FK puis rejoint à l'âge de treize ans le Lillestrøm SK. Il occupe alors le poste d'attaquant, en tant qu'ailier et en 2020, à 17 ans, il a l'occasion de jouer un match amical contre le Ullensaker/Kisa IL avec l'équipe première. Il ne joue toutefois aucun match officiel avec le Lillestrøm SK.
Début 2021, Mikkel Rakneberg rejoint le Ullensaker/Kisa IL et fait sa première apparition en professionnel avec ce club, le 15 mai 2021, lors de la première journée de la saison 2021 de deuxième division norvégienne face au Sogndal Fotball. Il entre en jeu et les deux équipes se neutralisent ce jour-là (1-1 score final). Auteur d'une saison pleine, il s'impose et marque sept buts en trente matchs de championnat. Ses performances intéressent alors plusieurs clubs, notamment à l'échelon supérieur.

### Kristiansund BK
Le 28 janvier 2022, Mikkel Rakneberg quitte le Ullensaker/Kisa IL après un an passé au club, afin de signer en faveur du Kristiansund BK pour un contrat courant jusqu'en décembre 2025.
Il joue son premier match sous ses nouvelles couleurs le 3 avril 2022, faisant par la même occasion sa première apparition en Eliteserien, la première division norvégienne, lors de la première journée de la saison 2022 face au Aalesunds FK. Il entre en jeu à la place d'Agon Muçolli lors de cette rencontre perdue par son équipe par un but à zéro.
Le 4 août 2024, il se fait remarquer en marquant un but en championnat face à son club formateur, le Lillestrøm SK. Il est titularisé et permet à son équipe d'égaliser, puis celle-ci parvient à s'imposer (2-1 score final). Il s'agit de son premier but dans l'élite du football norvégien.
Les performances de Rakneberg attirent plusieurs clubs et notamment au mercato d'hiver 2025 où le Raków Częstochowa fait une offre de 300.000 euros pour le joueur, repoussée toutefois par le Kristiansund BK, qui demande plus pour son latéral.